# Prinsesse Beatrice af York
 Beatrice af York (Beatrice Elizabeth Mary) (født 8. august 1988 i London, Storbritannien) er en britisk prinsesse, som er medlem af den britiske kongefamilie.
Hun er den ældste datter og det ældste barn af prins Andrew, hertug af York (født 1960) og Sarah, hertuginde af York (født 1959).
Hun er sønnedatter af dronning Elizabeth 2. af Storbritannien og prinsgemalen Prins Philip, hertug af Edinburgh.

## Tidlige liv
Prinsesse Beatrice blev født den 8. august 1988 på Portland Hospital i London. Hun var det første barn, der blev født i ægteskabet mellem Prins Andrew, Hertug af York og Sarah Ferguson og det femte barnebarn af Dronning Elizabeth 2. af Storbritannien og Prins Philip, Hertug af Edinburgh.

## Ægteskab og børn
Prinsesse Beatrices forlovelse med Edouard Alessandro Mapelli Mozzi blev annonceret den 26. september 2019. Parret blev hemmeligt gift 17. juli 2020 på Windsor Castle.
Parrets datter (Sienna Mapelli Mozzi) blev født den 18. september 2021.

## Titel
Beatrices fulde titel er Hendes kongelige Højhed Prinsesse Beatrice Elizabeth Mary af York.
Hun har egentligt ikke noget efternavn, men hun kan benytte slægtsnavnet Mountbatten-Windsor (Beatrice Mountbatten-Windsor). Eller hun kan bruge en kortere form af sine forældres titler (Beatrice York eller Beatrice af York).

## I arvefølgen
Beatrice af York indgår i arvefølgen til den britiske trone. I oktober 2013 var hun nummer seks i arvefølgen..